# Ramona Falls
Ramona Falls es un proyecto de indie rock iniciado por Brent Knopf con base en Portland, Oregon. Brent Knopf fue también integrante de la banda Menomena.

## Historia
El proyecto coge forma después de que la grabación del tercer disco de Menomena fuera retrasado. Knopf se embarcó en el proyecto que le daba la oportunidad de trabajar con 35 colegas de las zonas de Portland y Nueva York.
El nombre de Ramona Falls viene de una cascada situada cerca de Mt. Hood, lugar donde Knopf solía ir de excursión en su infancia.
Se cree que Brent ya tocaba buena parte de su propio material en conciertos por Portland algunas veces en los años anteriores al proyecto de Ramona Falls. La más reciente es una actuación el 24 de octubre de 2008 en Nueva York bajo el nombre de "DearEverything". Se cree que al menos parte de ese material fue desarrollado más adelante para Intuit.

## Otros proyectos
Brent Knopf ha estado creando música desde antes de su inclusión en Menomena. Inicialmente se acercó a Danny Seim y Justin Harris con una maqueta mientras el dúo estaba en una banda diferente. Knopf es reconocido como el creador del "Digital Loop Recorder" (también llamado DLR o Deeler), usado para ayudar en la composición de ideas creativas para incluir a la música de Menomena. La canción "Rose" de Menomena es considerada la canción más vinculada a Knopf, entre otras canciones.
Knopf es reconocido como productor del álbum "Replacewhywithfunny" de la banda sudafricana Dear Reader (normalmente conocida como Harris Tweed). Knopf respondió a la petición de productor de Cherilyn MacNeil´s a través de la página MySpace de Menomena. No se habían conocido antes pero Cherilyn era un seguidor de Menomena y desde ese momento contribuyó a "Intuit".

## Discografía
- Intuit (2009)
- Prophet (2012)